# LNAH 2012/13
Die Saison 2012/13 ist die 17. reguläre Saison der Ligue Nord-Américaine de Hockey. Die sieben teilnehmenden Teams absolvierten in der regulären Saison je 40 Begegnungen. Alle sieben Teams qualifizierten sich für die Playoffs.
Die Marquis de Jonquière, die bereits die reguläre Saison als punktbestes Team abgeschlossen hatten, gewannen durch einen 4:2-Erfolg in der Finalserie gegen die HC Carvena de Sorel-Tracy zum ersten Mal in ihrer Geschichte die Coupe Canam.

## Teamänderungen
Folgende Änderungen wurden vor Beginn der Saison vorgenommen:
- Die Wild de Windsor wurden nach Cornwall, Ontario, umgesiedelt und änderten ihren Namen in Cornwall River Kings. Sie sind damit das einzige Franchise, das nicht in Quebec beheimatet ist.
- Die Marquis de Saguenay änderten ihren Namen in Marquis de Jonquière

## Teilnehmer
| Name                           | Standort                | Stadion                       | Ligazugehörigkeit seit | Hauptsponsor                                |
| 3L de Rivière-du-Loup          | Rivière-du-Loup, Québec | Centre Premier Tech           | 2008                   |                                             |
| Marquis de Jonquière           | Saguenay, Québec        | Palais des Sports de Saguenay | 2008                   |                                             |
| Cool FM 103,5 de Saint-Georges | Saint-Georges, Québec   | Centre Lacroix-Dutil          | 1998                   | COOL FM 103,5 (Radiosender)                 |
| Cornwall River Kings           | Cornwall, Ontario       | Cornwall Civic Complex        | 2012                   |                                             |
| HC Carvena de Sorel-Tracy      | Sorel-Tracy, Québec     | Colisée Cardin                | 2010                   | Entreprises Carvena (Reinigungsunternehmen) |
| Isothermic de Thetford Mines   | Thetford Mines, Québec  | Centre Mario-Gosselin         | 2007                   | Isothermic (Türen- und Fensterhersteller)   |
| Caron & Guay de Trois-Rivières | Trois-Rivières, Québec  | Colisée de Trois-Rivières     | 2004                   | Caron & Guay (Türen- und Fensterhersteller) |

## Reguläre Saison

### Abschlusstabelle
Abkürzungen: GP = Spiele, W = Siege, L = Niederlagen, T = Unentschieden, OTL = Niederlage nach Overtime, GF = Erzielte Tore, GA = Gegentore, Pts = Punkte
|                                | GP | W  | L  | OTL | SOL | GF  | GA  | Pts |
| ------------------------------ | -- | -- | -- | --- | --- | --- | --- | --- |
| Marquis de Jonquière           | 40 | 27 | 11 | 1   | 1   | 167 | 135 | 56  |
| Isothermic de Thetford Mines   | 40 | 24 | 11 | 4   | 1   | 170 | 140 | 53  |
| Cornwall River Kings           | 40 | 20 | 17 | 1   | 2   | 156 | 176 | 43  |
| 3L de Rivière-du-Loup          | 40 | 18 | 15 | 3   | 4   | 165 | 169 | 43  |
| HC Carvena de Sorel-Tracy      | 40 | 18 | 15 | 4   | 3   | 161 | 169 | 43  |
| Cool FM 103,5 de Saint-Georges | 40 | 18 | 19 | 1   | 2   | 160 | 156 | 38  |
| Caron & Guay de Trois-Rivières | 40 | 15 | 22 | 2   | 1   | 129 | 163 | 33  |

## Coupe Canam-Playoffs
| Viertelfinale | Viertelfinale                  | Viertelfinale                  |                      |                              | Halbfinale | Halbfinale | Halbfinale |  |  | Finale | Finale | Finale |
|               |                                |                                |                      |                              |            |            |            |  |  |        |        |        |
|               | Freilos                        |                                |                      |                              |            |            |            |  |  |        |        |        |
| 1             | Marquis de Jonquière           |                                |                      |                              |            |            |            |  |  |        |        |        |
| 1             | Marquis de Jonquière           | 1                              | Marquis de Jonquière | 4                            |            |            |            |  |  |        |        |        |
|               |                                |                                | Marquis de Jonquière | 4                            |            |            |            |  |  |        |        |        |
|               | 7                              | Caron & Guay de Trois-Rivières | 1                    |                              |            |            |            |  |  |        |        |        |
| 2             | 7                              | Caron & Guay de Trois-Rivières | 1                    | Isothermic de Thetford Mines | 2          |            |            |  |  |        |        |        |
| 2             |                                |                                |                      | Isothermic de Thetford Mines | 2          |            |            |  |  |        |        |        |
| 7             | Caron & Guay de Trois-Rivières | 3                              |                      |                              |            |            |            |  |  |        |        |        |
| 7             | Caron & Guay de Trois-Rivières | 3                              | 1                    | Marquis de Jonquière         | 4          |            |            |  |  |        |        |        |
|               |                                |                                |                      | Marquis de Jonquière         | 4          |            |            |  |  |        |        |        |
|               | 5                              | HC Carvena de Sorel-Tracy      | 2                    |                              |            |            |            |  |  |        |        |        |
| 3             | 5                              | HC Carvena de Sorel-Tracy      | 2                    | Cornwall River Kings         | 3          |            |            |  |  |        |        |        |
| 3             |                                |                                |                      | Cornwall River Kings         | 3          |            |            |  |  |        |        |        |
| 6             | Cool FM 103,5 de Saint-Georges | 1                              |                      |                              |            |            |            |  |  |        |        |        |
| 6             | Cool FM 103,5 de Saint-Georges | 1                              | 3                    | Cornwall River Kings         | 1          |            |            |  |  |        |        |        |
|               |                                |                                | 3                    | Cornwall River Kings         | 1          |            |            |  |  |        |        |        |
|               | 5                              | HC Carvena de Sorel-Tracy      | 4                    |                              |            |            |            |  |  |        |        |        |
| 4             | 5                              | HC Carvena de Sorel-Tracy      | 4                    | 3L de Rivière-du-Loup        | 1          |            |            |  |  |        |        |        |
| 4             |                                |                                |                      | 3L de Rivière-du-Loup        | 1          |            |            |  |  |        |        |        |
| 5             | HC Carvena de Sorel-Tracy      | 3                              |                      |                              |            |            |            |  |  |        |        |        |

## Vergebene Trophäen
| Auszeichnung                                                              | Spieler              | Team                           |
| ------------------------------------------------------------------------- | -------------------- | ------------------------------ |
| Trophée Claude Larose Wertvollster Spieler                                | Grégory Dupré        | HC Carvena de Sorel-Tracy      |
| Trophée Éric Messier Bester Verteidiger                                   | Sasha Pokulok        | Cornwall River Kings           |
| Trophée Guy Lafleur Topscorer                                             | Kévin Cloutier       | Cool FM 103,5 de Saint-Georges |
| Trophée Maurice Richard Bester Torschütze                                 | Grégory Dupré        | HC Carvena de Sorel-Tracy      |
| Trophée Serge Léveillée Bester Trainer                                    | Bobby Baril          | Isothermic de Thetford Mines   |
| Trophée Serge Léveillée Bester Trainer                                    | Francis Breault      | HC Carvena de Sorel-Tracy      |
| Trophée Jonathan Delisle Beste Führungsqualitäten                         | Grégory Dupré        | HC Carvena de Sorel-Tracy      |
| Trophée des médias Wertvollster Spieler der Playoffs                      | Bruno St. Jacques    | Marquis de Jonquière           |
| Trophée du meilleur gardien de but Bester Torwart                         | Loïc Lacasse         | Cornwall River Kings           |
| Trophée de la recrue offensive Bester offensiver Rookie                   | Alex Bourret         | Cornwall River Kings           |
| Trophée de la recrue défensive Bester defensiver Rookie                   | Sasha Pokulok        | Cornwall River Kings           |
| Trophée du joueur le plus gentilhomme Vorbildliches Benehmen und Fairplay | Michel Ouellet       | Isothermic de Thetford Mines   |
| Coupe Canam Gewinner der LNAH-Playoffs                                    | Marquis de Jonquière | Marquis de Jonquière           |
| Coupe du Commissaire Bestes Team der regulären Saison                     | Marquis de Jonquière | Marquis de Jonquière           |

All-Star-Team
| Angriff:      | Francis Charette – Grégory Dupré – Michel Ouellet |
| Verteidigung: | Sasha Pokulok – Bruno St. Jacques                 |
| Tor:          | Loïc Lacasse                                      |